# Anacortes (Washington)
Anacortes je grad u američkoj saveznoj državi Washington. Prema popisu stanovništva iz 2010. u njemu je živjelo 15.778 stanovnika.